# パナビジョン ジェネシス

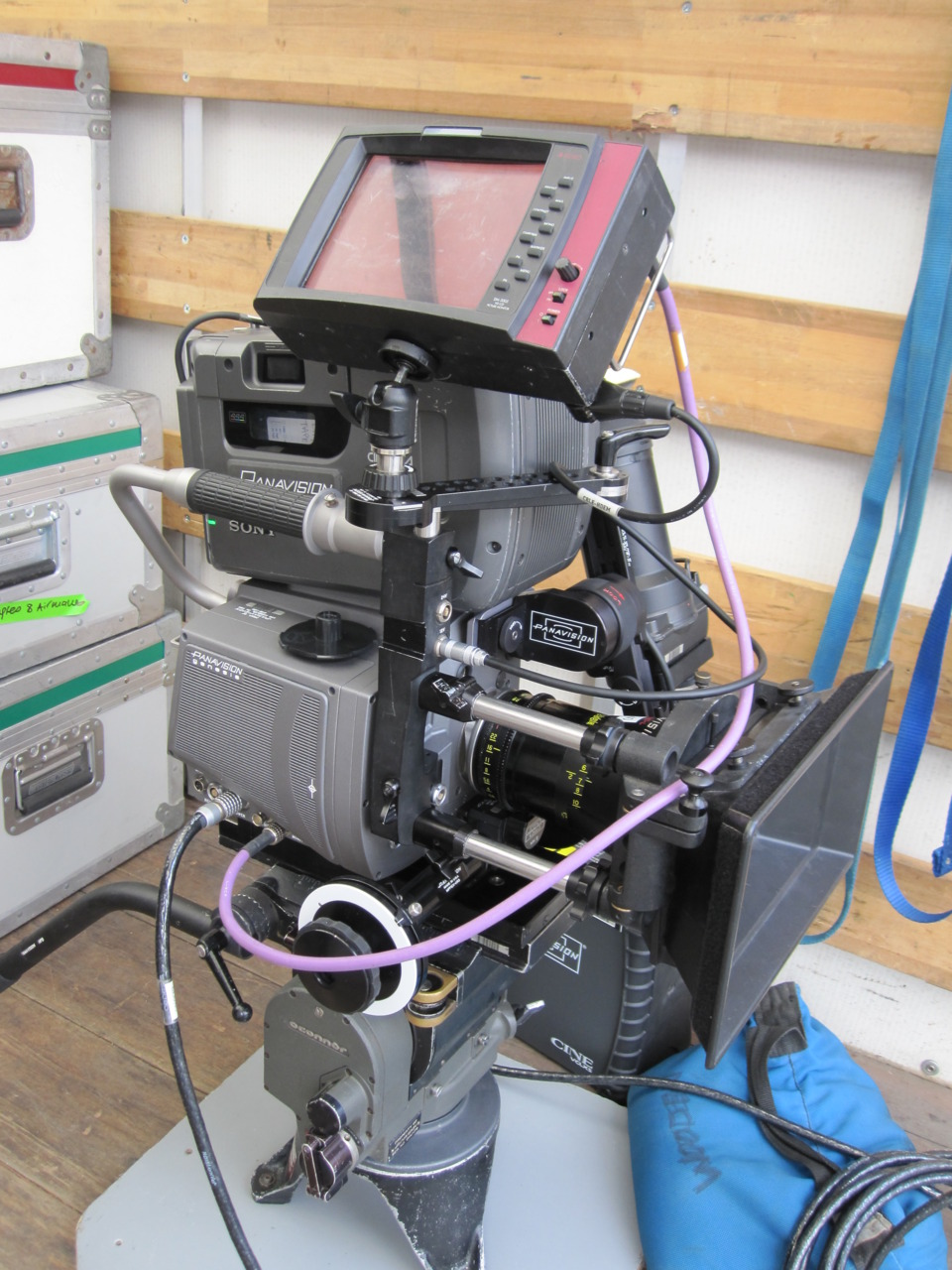
ジェネシス

パナビジョン ジェネシスとはパナビジョンの最上位デジタル式映画カメラである。35mmフィルム幅で1.78:1 (16:9)の縦横比で12.4メガ画素のRGBのCCDを使用する。ブライアン・シンガー監督の 『スーパーマン リターンズ』で使用され、第一次世界大戦を題材にした映画『フライボーイズ』でも使用された。

## 背景
ソニーのCineAlta HD-900F (『スター・ウォーズ エピソード2/クローンの攻撃』で使用)で使用された2/3" 3枚式CCD撮像システムとは異なり、ジェネシスは従来のスーパー35フィルムフォーマットと同じ画角の単板式の 12.4メガ画素のCCDを使用している。"パナビジョン化"されたCineAltaは従来のパナビジョンの既存の35 mm映画用レンズを使用せず、異なる被写界深度特性を有する。
大半の銀塩写真用に設計された写真用レンズは3板式CCDビデオカメラに取り付けて使用することはできない。3色に分光するプリズムブロックがレンズの後端に接触する事例が多いからである。プリズムによる光学収差(球面収差)によって画質が劣化する事例がある。また、2/3インチの撮像素子では画角や被写界深度が異なるためボケ味が異なり従来の35mm用のレンズよりも16mm用に被写界深度が似てくる。
パナビジョンはこの問題に対処するために映画用レンズとビデオカメラの間に光学アダプターを使用することによって解決を試みたが満足する結果は得られなかった。ソニーのHDCAMカメラを使用する大半の製作会社ではツァイス、Angenieux、キヤノンまたはフジノン製のレンズが使用される。
独自にデジタル化に挑戦したが単独では無理だったのでソニーの協力を得て実現した。供給はパナビジョンから行う。

## 技術仕様

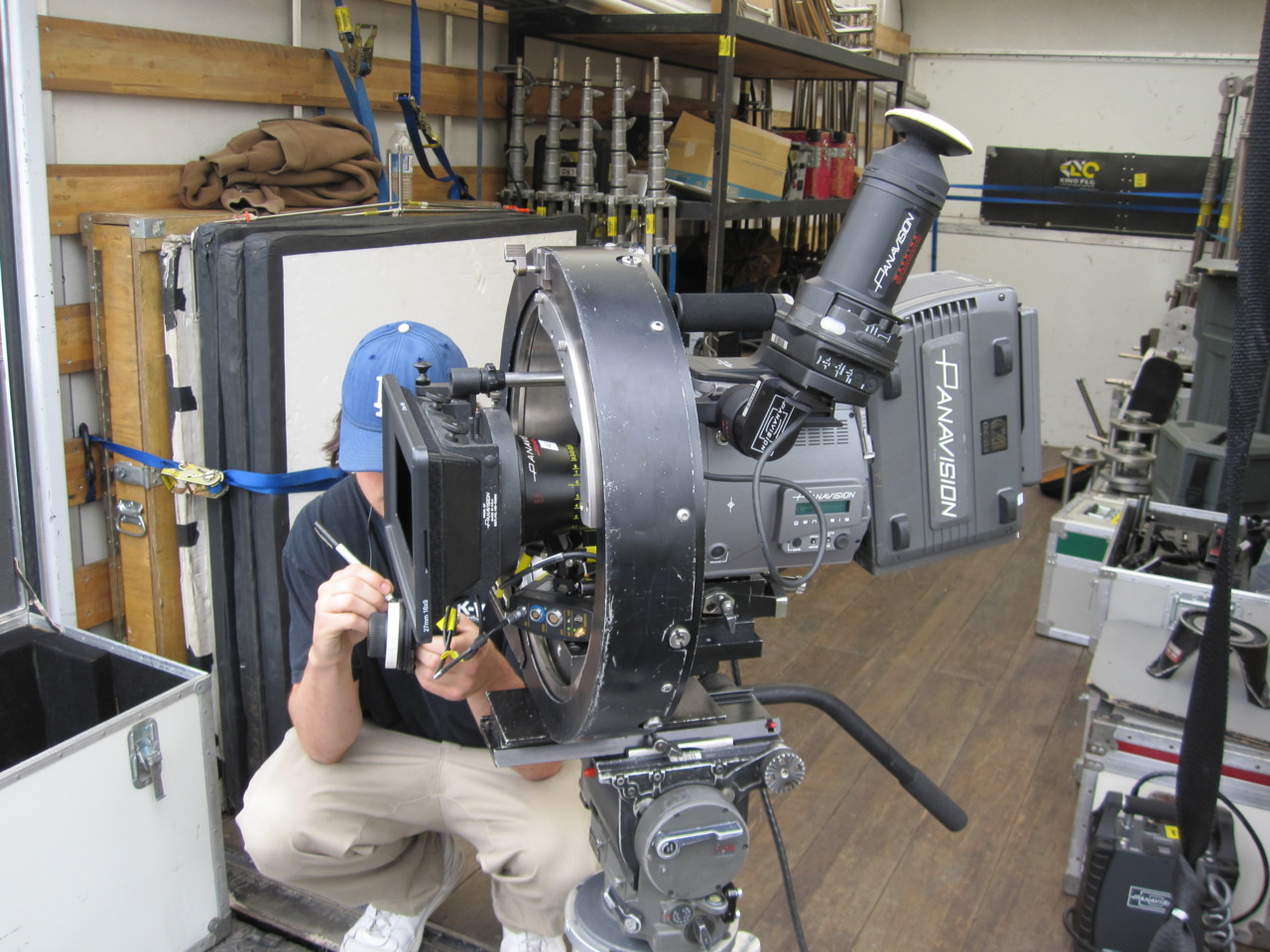
360マウント上に据え付けられたジェネシス

ジェネシスは1240万画素のCCD撮像素子を使用して5760x2160画素で水平方向にRGBのフィルターがかけられている。垂直解像度は1080iでそのため、最終出力での解像度は1920x1080で2kフィルムスキャンの約2/3の解像度である。撮像素子は HDTV-型の 16:9 (1.78:1)の縦横比でスーパー35のサイズに似ている。実際に使用されるCCDの撮像面積は.930 in. x .523 in.である。これはパナビジョンの球面35 mm映画レンズを使用できるようにした画期的な製品である。ジェネシスの主な撮像モジュールはソニー製であるものの、両社の関係は不明確であり、2004年にはソニーが2000年に購入した8 %の株式を買い戻して提携は解消された。
ジェネシスは4:4:4同様に通常のHDとは異なる対数色空間の独自仕様のPanalog色空間で記録する事ができる。濃淡曲線は映画制作会社で使用されるCineon対数フォーマーットとは異なるが、通常のビデオ用ガンマ補正では失われたであろうハイライトの細部は残される。

## 本機で撮影された劇場公開映画
- 図書館戦争(2013年 佐藤信介監督)

## 競合機
パナビジョンには多数の競合機がある。それらは良く似ていて既に幅広く使用されている。
- アリフレックス D-20 (35mmサイズの撮像素子, 1080p 出力)
- ダルサ オリジン (35mm サイズの撮像素子, 4K 出力)
- GS Vitec noX (1.2", 2K 出力)
- RED ONE (35mm サイズの撮像素子, 4K 出力)
- Silicon Imaging SI-2K (16mm, 2K)
- Thomson Viper FilmStream (2/3", 1080p 出力)
- Sony F-23 (Sony CineAlta) (2/3", 1080p output)
- Vision Research Phantom65 (65mm, 4K)
- Vision Research PhantomHD (35mm, 2K)

## 開発中
- Colorspace True35 (35mm, 2K)
- Sony F-35 (announced 2007, late 2008 release in the U.S.) (35mm sensor size, 1080p output)
- Drake camera (2/3", 720p)